# Gefleckte Schraubenschnecke

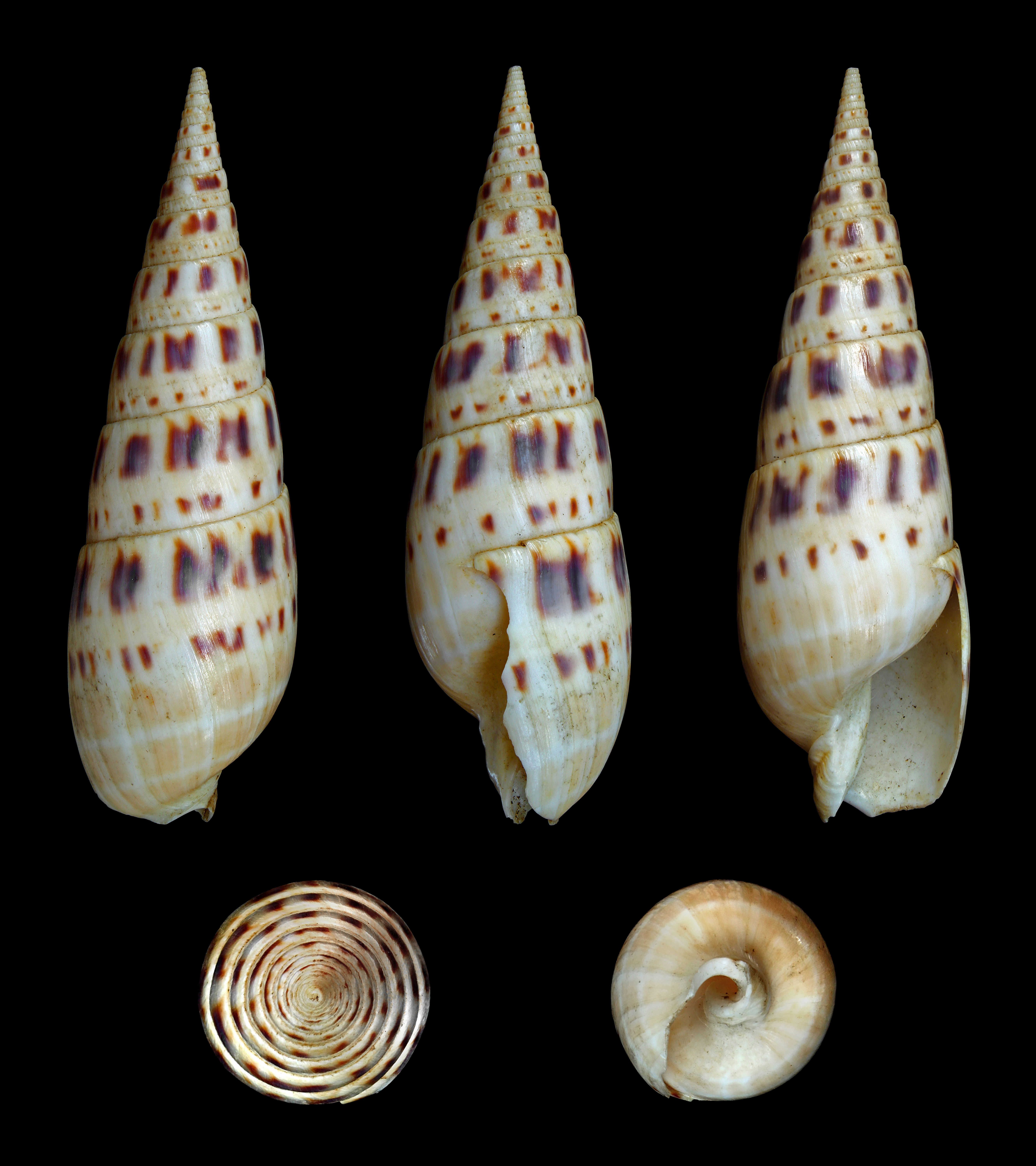
Gehäuse von Oxymeris maculata

Die Gefleckte Schraubenschnecke (Oxymeris maculata, häufige Synonyme: Terebra maculata, Acus maculatus) ist eine Schnecke aus der Familie der Schraubenschnecken (Gattung Oxymeris), die im westlichen Pazifischen Ozean verbreitet ist. Sie frisst Vielborster und Eichelwürmer, die sie – anders als die meisten Conoidea – ohne Gift überwältigt.

## Merkmale
Oxymeris maculata trägt ein großes, dickes und schweres, vergleichsweise kurzes und breites Schneckenhaus, das bei ausgewachsenen Schnecken bis zu 27,5 cm, in der Regel aber etwa 16 cm Länge erreicht. Die frühen Umgänge des Gewindes weisen zahlreiche kleine, axial verlaufende Schnüre auf, während die späteren Umgänge glatt sind. Der Umriss des Gewindes ist fast gerade. Die große, etwa ein Drittel der gesamten Gehäuselänge einnehmende Gehäusemündung hat einen fast quadratischen Umriss und eine in der Mitte gewinkelte innere Lippe. Die Verdickung der Spindel hat axiale Streifen und an ihrem hinteren Rand eine scharfkantige spiralige Rippe. Das bräunliche Operculum ist eiförmig. Die äußere Oberfläche der Schale ist kremfarben mit zwei ungleichen spiralig verlaufenden Reihen axial verlängerter dunkelbrauner Flecken auf jedem Umgang. Die vordere Hälfte des Körperumgangs ist mit spiralig verlaufenden Reihen quadratischer, orangegelber Flecken gezeichnet. Die Innenseite der Gehäusemündung ist kremfarben, wobei das äußere Farbmuster oft durchscheint. Der Rand der Spindel ist weiß.

## Verbreitung und Lebensraum
Oxymeris maculata ist im Indopazifik von der Küste Ostafrikas (Tansania) und Madagaskars, dem Roten Meer über Aldabra, Chagos, Mauritius und die Maskarenen bis ins östliche Polynesien, nach Japan und Hawaii, südlich bis nach Australien (Queensland) verbreitet und kommt auch an den Socorro-Inseln, Cocos-Inseln und der Pazifikküste Mittelamerikas und Mexikos vor. Er lebt auf sandigen Untergründen von den tieferen Bereichen der Gezeitenzone bis in Meerestiefen von etwa 210 m auf Untergründen mit Sand. Die Schnecke hinterlässt auf dem Substrat eine charakteristische breite Schleimspur.

## Entwicklungszyklus
Wie alle Schraubenschnecken ist Oxymeris maculata getrenntgeschlechtlich, und das Männchen begattet das Weibchen mit seinem Penis. Die Veliger-Larven schwimmen frei, bevor sie niedersinken und zu kriechenden Schnecken metamorphosieren.

## Ernährung
Oxymeris maculata besitzt keinen Giftapparat und verschluckt deshalb noch lebende Beute, die sie mit ihrer Pseudoproboscis einsaugt. Sie frisst sandbewohnende Vielborster (Polychaeta) der Familie Capitellidae sowie Eichelwürmer. An der Küste Guams wurde der Capitellide Dasybranchus caducus als Beutetier nachgewiesen.

## Bedeutung für den Menschen
Oxymeris maculata wird in vielen Gegenden wegen ihres Fleisches und ihrer Schale gesammelt, die in manchen Gebieten des Südpazifik als Werkzeug verwendet wird.